# Středočeský krajský přebor 2003/2004
Přebor Středočeského kraje (jednu ze skupin 5. nejvyšší fotbalové soutěže) hrálo v sezóně 2003/2004 16 klubů. Vítězem se stalo mužstvo FK Králův Dvůr. Postoupily první dva týmy FK Králův Dvůr a FK Graffin Kácov, sestoupily poslední tři týmy SK Slavia Jesenice, TJ Sokol Nové Strašecí a SK Slaný.

## Systém soutěže
Kluby se střetly v soutěži každý s každým dvoukolovým systémem podzim–jaro, hrály tedy 30 kol.

## Výsledná tabulka
| Poř. | Tým                            | Z  | V  | R  | P  | VG | OG | B  |
| ---- | ------------------------------ | -- | -- | -- | -- | -- | -- | -- |
| 1.   | FK Králův Dvůr                 | 30 | 19 | 6  | 5  | 73 | 22 | 63 |
| 2.   | FK Graffin Kácov (N)           | 30 | 16 | 6  | 8  | 69 | 44 | 54 |
| 3.   | SK Černolice                   | 30 | 15 | 6  | 9  | 67 | 52 | 51 |
| 4.   | MFK Dobříš                     | 30 | 15 | 5  | 10 | 43 | 33 | 50 |
| 5.   | FK Brandýs nad Labem (S)       | 30 | 11 | 10 | 9  | 54 | 43 | 43 |
| 6.   | SK Sparta Kutná Hora           | 30 | 13 | 4  | 13 | 45 | 56 | 43 |
| 7.   | SK Polaban Nymburk (N)         | 30 | 11 | 9  | 10 | 48 | 43 | 42 |
| 8.   | FK Bohemia Poděbrady           | 30 | 12 | 5  | 13 | 45 | 48 | 41 |
| 9.   | TJ Tatran Rakovník (N)         | 30 | 11 | 7  | 12 | 44 | 49 | 40 |
| 10.  | Meteor Stříbrná Skalice        | 30 | 11 | 6  | 13 | 60 | 55 | 39 |
| 11.  | Králodvorská cementárna Beroun | 30 | 10 | 9  | 11 | 51 | 52 | 39 |
| 12.  | TJ Tatran Sedlčany             | 30 | 11 | 6  | 13 | 49 | 52 | 39 |
| 13.  | SK Chocerady (N)               | 30 | 11 | 5  | 14 | 45 | 60 | 38 |
| 14.  | SK Slavia Jesenice             | 30 | 10 | 7  | 13 | 61 | 64 | 37 |
| 15.  | TJ Sokol Nové Strašecí (N)     | 30 | 11 | 3  | 16 | 46 | 62 | 36 |
| 16.  | SK Slaný                       | 30 | 3  | 6  | 21 | 34 | 99 | 15 |

Poznámky:
- Z = Odehrané zápasy; V = Vítězství; R = Remízy; P = Prohry; VG = Vstřelené góly; OG = Obdržené góly; B = Body

|  | Postup do příslušné Divize (A, B nebo C) |
|  | Sestup do příslušné I. A třídy           |